# Johann Barthold Jobstharde
Johann Barthold Jobstharde (* 17. Juli 1797 in Unterwüsten; † 5. Juni 1858 ebenda) war ein Bauer und eine der bedeutenden und führenden Persönlichkeiten der ravensberg-lippischen Erweckungsbewegung.
Er hatte sich als theologischer Laie ein umfangreiches Bibelwissen angeeignet. Über Jahrzehnte hielt er in seinem Haus sonntags Erbauungsstunden und stellte seinen Hof für Missions-, Jünglings- und Erntedankfeste zur Verfügung. Die Erbauungsstunden hatten eine große Auswirkung auf die Gestaltung des christlichen Lebens in seinem Dorf Wüsten und der weiteren Umgebung. Als treuer, gottesfürchtiger, bäuerlicher Hausvater wurde er vielen zum Vorbild. Sein seelsorgerlicher und geistlicher Rat war von vielen seiner Besucher gefragt.

## Leben

### Kindheit und Jugend
Jobstharde war das sechste von elf Kindern seiner Eltern Johann Dietrich Schemmel (* 29. Januar 1758, † 11. Juni 1842) und Anna Sophie Elisabeth Jobst Harde (* 17. August 1765; † 6. Dezember 1842). Sein Vater hatte auf den Hof Harde, Unterwüsten Nr. 13, in Pehlen eingeheiratet und den Namen Jobstharde angenommen.
Johann Barthold Jobstharde bekam eine gute Schulausbildung bei dem Küster Friedrich Adolph Knöner und Konfirmandenunterricht bei Pastor Friedrich Konrad Krüger, der die Erweckungsbewegung in Wüsten vorbereitete. Mit etwa 20 Jahren erfuhr Jobstharde eine Buße und Bekehrung, die durch das Buch „Wahres Christentum“ von Johann Arndt angestoßen wurde. Er suchte nun den Kontakt zu einigen älteren entschiedenen Christen und pilgerte mit ihnen sonntags im Sommer weite Wege zu den Predigern der Erweckungsbewegung.

### Erwachsenenalter
Am 25. November 1827 heiratete Jobstharde Luise Wilhelmine Bonnemeier (* 11. Juli 1799; † 7. September 1872) von einem Hof in der Nähe Vlothos. Aus der Ehe gingen acht Kinder hervor: Johann Dietrich August (* 1828), Anna Marie Wilhelmine (* 1829), Caroline Louise (* 1831), Louise Wilhelmine (* 1833), Simon Carl (* 1835), Johann Christoph Simon (* 1836), Florentine Wilhelmine Henriette (* 1839) sowie Louise Wilhelmine Charlotte (* 1841).
Die ersten 15 Jahre seiner Ehe verwaltete noch sein Vater das Colonat, so dass Jobstharde mehr Zeit für die geistige Arbeit hatte. Im Winter versammelten sich viele bei Jobstharde, wo man Erbauungsschriften las und aus älteren Gesangbüchern sang. Er ließ ein neues Meierhaus erbauen, das heute noch mit seinen Inschriften erhalten ist. Er legte in seiner Arbeit und auf seinem Hof großen Wert auf präzise Ordnung und große Pünktlichkeit und lebte in bäuerlicher Einfachheit mit seinen Hausgenossen einen von Gebetszeiten geprägten Tagesablauf.
Bekannt war Jobstharde für seine Hilfsbereitschaft gegenüber Armen und Witwen. Durch die Ravensberger Missionsfeste bekam er Kontakt zu vielen geistlich begabten Laien, Predigern und Missionaren, die ihn auch besuchten und deren Arbeit er unterstützte. Durch alljährliche Kuraufenthalte in Bad Pyrmont bekam er Kontakt zu hochgestellten Persönlichkeiten, die ihn zu sich einluden. Theologiestudenten, zum Beispiel aus Berlin suchten den Kontakt zu Jobstharde.
Er gehörte zu den Gründern des Kinderheims Grünau bei Schötmar und auch der Kirchengemeinde Bergkirchen bei Salzuflen. Manchmal vertrat er den Pfarrer Gustav Meyer der Wüstener Kirchengemeinde bei Beerdigungen. Konfessionellen Streitfragen ging er aus dem Weg.
Jobstharde starb am 5. Juni 1858 und wurde auf dem Friedhof bei der Wüstener Kirche bestattet. Die Inschriften auf seinem Grabstein lauten:
| Hier ruhet in Gott Johann Barthold Jobstharde geb. am 17. Juli 1797 gest. am 5. Juni 1858 Leichentext Ps. 92, 13.16 | Dabei wird jedermann erkennen, daß ihr meine Jünger seid, so ihr Liebe untereinander habt. Joh. 13,25. | Lasset uns aber Gutes thun und nicht müde werden, denn zu seiner Zeit werden wir auch ernten ohne Aufzuhören. Gal 6,9. | Wer überwindet der soll mit weißen Kleidern angelegt werden, und Ich werde seinen Namen nicht austilgen aus dem Buche des Lebens. Offenb. 3,5. |

## Sonstiges
In Wüsten ist Jobstharde zu Ehren die Verbindungsstraße zwischen der Kirchheider- und der Vlothoer Straße nach ihm benannt.